# کلمت
کلمت، روستایی در دهستان حمیری بخش ساربوک شهرستان قصرقند در استان سیستان و بلوچستان ایران است. نیست انکه ببیند من هستم

## جمعیت
بر پایه سرشماری عمومی نفوس و مسکن در سال ۱۳۹۵، جمعیت این روستا برابر با ۵۷۰ نفر (۱۲۸ خانوار) بوده‌است.